# Ловци-сакупљачи
Ловаци-сакупљачи је у антрополошком смислу свако друштво чији метод одржавања укључује директно прикупљање јестивих биљака и животиња из дивљине, уз коришћење прикупљања и лова, без коришћења доместикација за једно или друго. Граница између друштава ловаца-сакупљача и других друштава које користе методе као што су земљорадња и сточарство није сасвим јасна, јер модерна друштва користе различите технике у прибављању хране у сврху преживљавања.